# Publow
Publow – wieś w Anglii, w hrabstwie ceremonialnym Somerset, w dystrykcie (unitary authority) Bath and North East Somerset. Leży 9 km na południe od miasta Bristol i 169 km na zachód od Londynu.